# Chalva de Samtskhé
Chalva Djaqeli (en géorgien: შალვა ჯაყელი ; mort v. 1374) est un noble géorgien qui sert comme seigneur d'Artanoudji (1308-1334), officiel à la cour royale et atabeg de Samtskhé (1361-1374). Membre de la maison princière Djaqeli, il est probablement le fils cadet de Beka Ier de Samtskhé. Son existence n'est toutefois attestée que par quelques inscriptions locales contemporaines et Chalva n'est pas mentionné dans les sources géorgiennes traditionnelles.
Loyal au gouvernement central du royaume de Géorgie, Chalva devient atabeg quand son neveu Qvarqvaré meurt en 1361 et le roi Bagrat V organise un coup d'État contre sa famille. Son fils Aghbougha Ier l'a déjà succedé comme atabeg.

## Questions
L'existence de Chalva Djaqeli reste le sujet d'un débat parmi la communauté historiographique géorgienne. En effet, Chalva n'apparaît dans aucune source écrite contemporaine, y compris dans les Chroniques géorgiennes de Vakhoucht Bagration, qui détaille les vies des différents souverains du Samtskhé, et dans la généalogie de Marie-Félicité Brosset, largement reconnue comme une version acceptable de l'histoire de la province géorgienne. À sa place, en fonction des années de règne attribuées à Chalva par l'historien M. Rekhviachvili (1361-1374), Vakhoucht Bagration cite le règne de Beka II (1361-1391). De même, la majorité des historiens modernes ignorent l'existence de ce Chalva.

Une inscription découverte sur une pierre auprès de l'église Saint Théodore de Khoreli mentionne toutefois Chalva comme « propriétaire de l'église », successeur de Beka Ier, le décrivant donc comme atabeg du Samtskhé. Cette inscription nous fait part : 
« Que Dieu vous bénisse, que Dieu bénisse Serge, que Dieu bénisse Beka, que Dieu bénisse Chalva, que Dieu bénisse tous ses enfants, anciens et nouveaux. »
 En assumant que cette inscription est rédigée sous le règne d'Aghbougha Ier, Rekhviachvili la considère comme preuve que Chalva est non seulement le fils et successeur de Beka Ier, mais aussi le père d'Aghbougha.

## Biographie
Si cette version est correcte, Chalva serait un fils de Beka Ier, qui règne en 1279-1308, et frère cadet de l'atabeg Sarguis II. Ce Sarguis est lui-même succédé en 1334 par son fils Qvarqvaré Ier. L'historien Teïmouraz Djodjoua assimile Chalva au Chachia d'Artanoudji mentionné dans une réédition contemporaine des Évangiles de Vani, ce qui ferait de lui un seigneur d'Artanoudji, un fief qui pourrait être offert en apanage aux frères de l'atabeg. Mourghoulia n'accepte pas cette version et assume que Chachia est le nom d'un frère de Qvarqvaré Ier et théorise que Chalva sert comme seigneur d'Artanoudji sous la tenure de Sarguis II comme atabeg, tandis que Chachia lui succède quand Qvarqvaré devient atabeg.
Une mention de Chalva comme un « officiel loyal de la Couronne » peut mener à la conclusion qu'il sert Tbilissi avant de devenir souverain de Samtskhé. Sa fille Silandoukht est ainsi mariée au roi David IX de Géorgie. À la mort de Qvarqvaré Ier en 1361, le pouvoir central du Royaume de Géorgie décide de retourner la province au sein du contrôle de la couronne et le roi Bagrat V nomme Chalva comme atabeg de Samtskhé. Un coup d'État contre la famille de Qvarqvaré autorise l'arrivée au pouvoir d'une nouvelle branche de la maison Djaqeli.
L'Icône du Sauveur de Likhaouri mentionne Chalva comme atabeg et spassalari (général représentant le roi géorgien) de Samtskhé.
Selon l'historien contemporain trapézontin Michel Panaretos, Aghbougha est déjà atabeg en 1374, autorisant le professeur Mikheïl Bakhtadzé à donner à Chalva un règne de 1361 à 1374.

## Famille
Selon l'historien Sarguis Kakabadzé, qui confirme deux inscriptions du XIVe siècle, Chalva est le père d'Aghbougha Ier, qui lui succède à sa mort. Michel Panaretos, qui écrit au XIVe siècle sur l'histoire de l'empire de Trébizonde, décrit quant à lui la princesse géorgienne Eudocie comme étant « la fille de la nièce d'Aghbougha, par sa sœur », ce qui ferait de Chalva le père de la reine Silandoukht Djaqeli, épouse de David IX de Géorgie et mère d'Eudocie.
L'édition des Évangiles de Vani du XIVe siècle mentionnent également un certain Beka comme fils de Chachia d'Artanoudji. Si l'on accepte la théorie selon laquelle Chachia et Chalva sont la même personne, Beka serait alors le fils aîné de l'atabeg, qui meurt vita parentis.

### Généalogie
|  |  |  |  |                                           |                                           |                                           |                                           |                                           |                                           |  |  |                                       |                                       |                                       |                                       |                                       |                                       |  |  |                    |                    |                    |                    |                    |                    |  |  |  |  | Beka Ier Atabeg de Samtskhé 1279–1308           |                                                 |                                                 |                                                 |                                                 |                                                 |  |  |                              |                              |                              |                              |                              |                              |                         |                         |                                               |                                               |                                               |                                               |                                                  |                                                  |                                                  |                                                  |                                                  |                                                  |  |  |                                    |                                    |                                    |                                    |                                    |                                    |                         |                         |                                                          |                                                          |                                                          |                                                          |                                                          |                                                          |  |  |  |  |  |  |  |  |  |  |  |  |  |  |  |  |  |  |  |  |  |  |  |  |  |  |  |  |  |  |  |  |  |  |  |  |  |  |  |  |  |  |  |  |
|  |  |  |  |                                           |                                           |                                           |                                           |                                           |                                           |  |  |                                       |                                       |                                       |                                       |                                       |                                       |  |  |                    |                    |                    |                    |                    |                    |  |  |  |  |                                                 |                                                 |                                                 |                                                 |                                                 |                                                 |  |  |                              |                              |                              |                              |                              |                              |                         |                         |                                               |                                               |                                               |                                               |                                                  |                                                  |                                                  |                                                  |                                                  |                                                  |  |  |                                    |                                    |                                    |                                    |                                    |                                    |                         |                         |                                                          |                                                          |                                                          |                                                          |                                                          |                                                          |  |  |  |  |  |  |  |  |  |  |  |  |  |  |  |  |  |  |  |  |  |  |  |  |  |  |  |  |  |  |  |  |  |  |  |  |  |  |  |  |  |  |  |  |
|  |  |  |  |                                           |                                           |                                           |                                           |                                           |                                           |  |  |                                       |                                       |                                       |                                       |                                       |                                       |  |  |                    |                    |                    |                    |                    |                    |  |  |  |  |                                                 |                                                 |                                                 |                                                 |                                                 |                                                 |  |  |                              |                              |                              |                              |                              |                              |                         |                         |                                               |                                               |                                               |                                               |                                                  |                                                  |                                                  |                                                  |                                                  |                                                  |  |  |                                    |                                    |                                    |                                    |                                    |                                    |                         |                         |                                                          |                                                          |                                                          |                                                          |                                                          |                                                          |  |  |  |  |  |  |  |  |  |  |  |  |  |  |  |  |  |  |  |  |  |  |  |  |  |  |  |  |  |  |  |  |  |  |  |  |  |  |  |  |  |  |  |  |
|  |  |  |  |                                           |                                           |                                           |                                           |                                           |                                           |  |  | Serge II Atabeg de Samtskhé 1308–1334 | Serge II Atabeg de Samtskhé 1308–1334 | Serge II Atabeg de Samtskhé 1308–1334 | Serge II Atabeg de Samtskhé 1308–1334 | Serge II Atabeg de Samtskhé 1308–1334 | Serge II Atabeg de Samtskhé 1308–1334 |  |  | Qvarqvaré          | Qvarqvaré          | Qvarqvaré          | Qvarqvaré          | Qvarqvaré          | Qvarqvaré          |  |  |  |  | Chalva de Samtskhé Atabeg de Samtskhé 1361–1374 | Chalva de Samtskhé Atabeg de Samtskhé 1361–1374 | Chalva de Samtskhé Atabeg de Samtskhé 1361–1374 | Chalva de Samtskhé Atabeg de Samtskhé 1361–1374 | Chalva de Samtskhé Atabeg de Samtskhé 1361–1374 | Chalva de Samtskhé Atabeg de Samtskhé 1361–1374 |  |  |                              |                              |                              |                              | Natela Reine de Géorgie      | Natela Reine de Géorgie      | Natela Reine de Géorgie | Natela Reine de Géorgie | Natela Reine de Géorgie                       | Natela Reine de Géorgie                       |                                               |                                               | Démétrius II de Géorgie Roi de Géorgie 1270–1289 | Démétrius II de Géorgie Roi de Géorgie 1270–1289 | Démétrius II de Géorgie Roi de Géorgie 1270–1289 | Démétrius II de Géorgie Roi de Géorgie 1270–1289 | Démétrius II de Géorgie Roi de Géorgie 1270–1289 | Démétrius II de Géorgie Roi de Géorgie 1270–1289 |  |  | Djiadjaq Impératrice de Trébizonde | Djiadjaq Impératrice de Trébizonde | Djiadjaq Impératrice de Trébizonde | Djiadjaq Impératrice de Trébizonde | Djiadjaq Impératrice de Trébizonde | Djiadjaq Impératrice de Trébizonde |                         |                         | Alexis II de Trébizonde Empereur de Trébizonde 1297–1330 | Alexis II de Trébizonde Empereur de Trébizonde 1297–1330 | Alexis II de Trébizonde Empereur de Trébizonde 1297–1330 | Alexis II de Trébizonde Empereur de Trébizonde 1297–1330 | Alexis II de Trébizonde Empereur de Trébizonde 1297–1330 | Alexis II de Trébizonde Empereur de Trébizonde 1297–1330 |  |  |  |  |  |  |  |  |  |  |  |  |  |  |  |  |  |  |  |  |  |  |  |  |  |  |  |  |  |  |  |  |  |  |  |  |  |  |  |  |  |  |  |  |
|  |  |  |  |                                           |                                           |                                           |                                           |                                           |                                           |  |  | Serge II Atabeg de Samtskhé 1308–1334 | Serge II Atabeg de Samtskhé 1308–1334 | Serge II Atabeg de Samtskhé 1308–1334 | Serge II Atabeg de Samtskhé 1308–1334 | Serge II Atabeg de Samtskhé 1308–1334 | Serge II Atabeg de Samtskhé 1308–1334 |  |  | Qvarqvaré          | Qvarqvaré          | Qvarqvaré          | Qvarqvaré          | Qvarqvaré          | Qvarqvaré          |  |  |  |  | Chalva de Samtskhé Atabeg de Samtskhé 1361–1374 | Chalva de Samtskhé Atabeg de Samtskhé 1361–1374 | Chalva de Samtskhé Atabeg de Samtskhé 1361–1374 | Chalva de Samtskhé Atabeg de Samtskhé 1361–1374 | Chalva de Samtskhé Atabeg de Samtskhé 1361–1374 | Chalva de Samtskhé Atabeg de Samtskhé 1361–1374 |  |  |                              |                              |                              |                              | Natela Reine de Géorgie      | Natela Reine de Géorgie      | Natela Reine de Géorgie | Natela Reine de Géorgie | Natela Reine de Géorgie                       | Natela Reine de Géorgie                       |                                               |                                               | Démétrius II de Géorgie Roi de Géorgie 1270–1289 | Démétrius II de Géorgie Roi de Géorgie 1270–1289 | Démétrius II de Géorgie Roi de Géorgie 1270–1289 | Démétrius II de Géorgie Roi de Géorgie 1270–1289 | Démétrius II de Géorgie Roi de Géorgie 1270–1289 | Démétrius II de Géorgie Roi de Géorgie 1270–1289 |  |  | Djiadjaq Impératrice de Trébizonde | Djiadjaq Impératrice de Trébizonde | Djiadjaq Impératrice de Trébizonde | Djiadjaq Impératrice de Trébizonde | Djiadjaq Impératrice de Trébizonde | Djiadjaq Impératrice de Trébizonde |                         |                         | Alexis II de Trébizonde Empereur de Trébizonde 1297–1330 | Alexis II de Trébizonde Empereur de Trébizonde 1297–1330 | Alexis II de Trébizonde Empereur de Trébizonde 1297–1330 | Alexis II de Trébizonde Empereur de Trébizonde 1297–1330 | Alexis II de Trébizonde Empereur de Trébizonde 1297–1330 | Alexis II de Trébizonde Empereur de Trébizonde 1297–1330 |  |  |  |  |  |  |  |  |  |  |  |  |  |  |  |  |  |  |  |  |  |  |  |  |  |  |  |  |  |  |  |  |  |  |  |  |  |  |  |  |  |  |  |  |
|  |  |  |  |                                           |                                           |                                           |                                           |                                           |                                           |  |  |                                       |                                       |                                       |                                       |                                       |                                       |  |  |                    |                    |                    |                    |                    |                    |  |  |  |  |                                                 |                                                 |                                                 |                                                 |                                                 |                                                 |  |  |                              |                              |                              |                              |                              |                              |                         |                         |                                               |                                               |                                               |                                               |                                                  |                                                  |                                                  |                                                  |                                                  |                                                  |  |  |                                    |                                    |                                    |                                    |                                    |                                    |                         |                         |                                                          |                                                          |                                                          |                                                          |                                                          |                                                          |  |  |  |  |  |  |  |  |  |  |  |  |  |  |  |  |  |  |  |  |  |  |  |  |  |  |  |  |  |  |  |  |  |  |  |  |  |  |  |  |  |  |  |  |
|  |  |  |  | Qvarqvaré II Atabeg de Samtskhé 1334–1361 | Qvarqvaré II Atabeg de Samtskhé 1334–1361 | Qvarqvaré II Atabeg de Samtskhé 1334–1361 | Qvarqvaré II Atabeg de Samtskhé 1334–1361 | Qvarqvaré II Atabeg de Samtskhé 1334–1361 | Qvarqvaré II Atabeg de Samtskhé 1334–1361 |  |  | Chachia Seigneur d'Artanoudji         | Chachia Seigneur d'Artanoudji         | Chachia Seigneur d'Artanoudji         | Chachia Seigneur d'Artanoudji         | Chachia Seigneur d'Artanoudji         | Chachia Seigneur d'Artanoudji         |  |  | Paphonte Saphareli | Paphonte Saphareli | Paphonte Saphareli | Paphonte Saphareli | Paphonte Saphareli | Paphonte Saphareli |  |  |  |  | Aghbougha Ier Atabeg de Samtskhé 1374–1391      | Aghbougha Ier Atabeg de Samtskhé 1374–1391      | Aghbougha Ier Atabeg de Samtskhé 1374–1391      | Aghbougha Ier Atabeg de Samtskhé 1374–1391      | Aghbougha Ier Atabeg de Samtskhé 1374–1391      | Aghbougha Ier Atabeg de Samtskhé 1374–1391      |  |  | Sindakhourt Reine de Géorgie | Sindakhourt Reine de Géorgie | Sindakhourt Reine de Géorgie | Sindakhourt Reine de Géorgie | Sindakhourt Reine de Géorgie | Sindakhourt Reine de Géorgie |                         |                         | Georges V de Géorgie Roi de Géorgie 1299–1302 | Georges V de Géorgie Roi de Géorgie 1299–1302 | Georges V de Géorgie Roi de Géorgie 1299–1302 | Georges V de Géorgie Roi de Géorgie 1299–1302 | Georges V de Géorgie Roi de Géorgie 1299–1302    | Georges V de Géorgie Roi de Géorgie 1299–1302    |                                                  |                                                  |                                                  |                                                  |  |  |                                    |                                    |                                    |                                    | Empereurs de Trébizonde            | Empereurs de Trébizonde            | Empereurs de Trébizonde | Empereurs de Trébizonde | Empereurs de Trébizonde                                  | Empereurs de Trébizonde                                  |                                                          |                                                          |                                                          |                                                          |  |  |  |  |  |  |  |  |  |  |  |  |  |  |  |  |  |  |  |  |  |  |  |  |  |  |  |  |  |  |  |  |  |  |  |  |  |  |  |  |  |  |  |  |